# Bornebuschia peculiaris
Bornebuschia peculiaris är en kvalsterart som beskrevs av Hammer 1966. Bornebuschia peculiaris ingår i släktet Bornebuschia och familjen Cerocepheidae. Inga underarter finns listade.